# Žudro

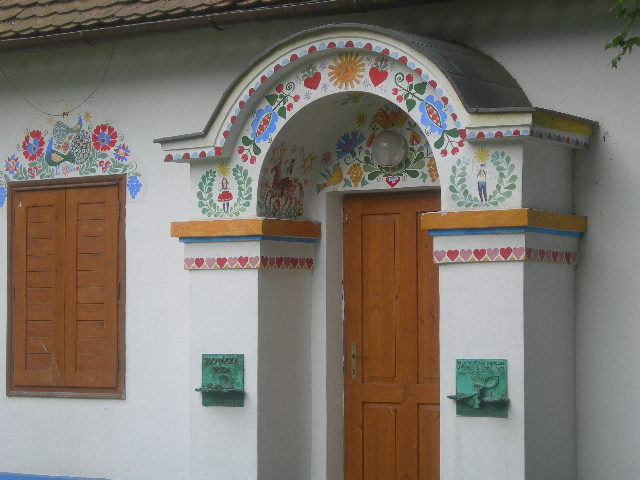
Žudro Slovácké búdy v Uherském Hradišti, která byla vystavěna u příležitosti výstavy Slovácko 1937. Současná podoba ornamentu je poměrně netypická – autorem je malíř Moarcho Eveno, původem z Bretaně

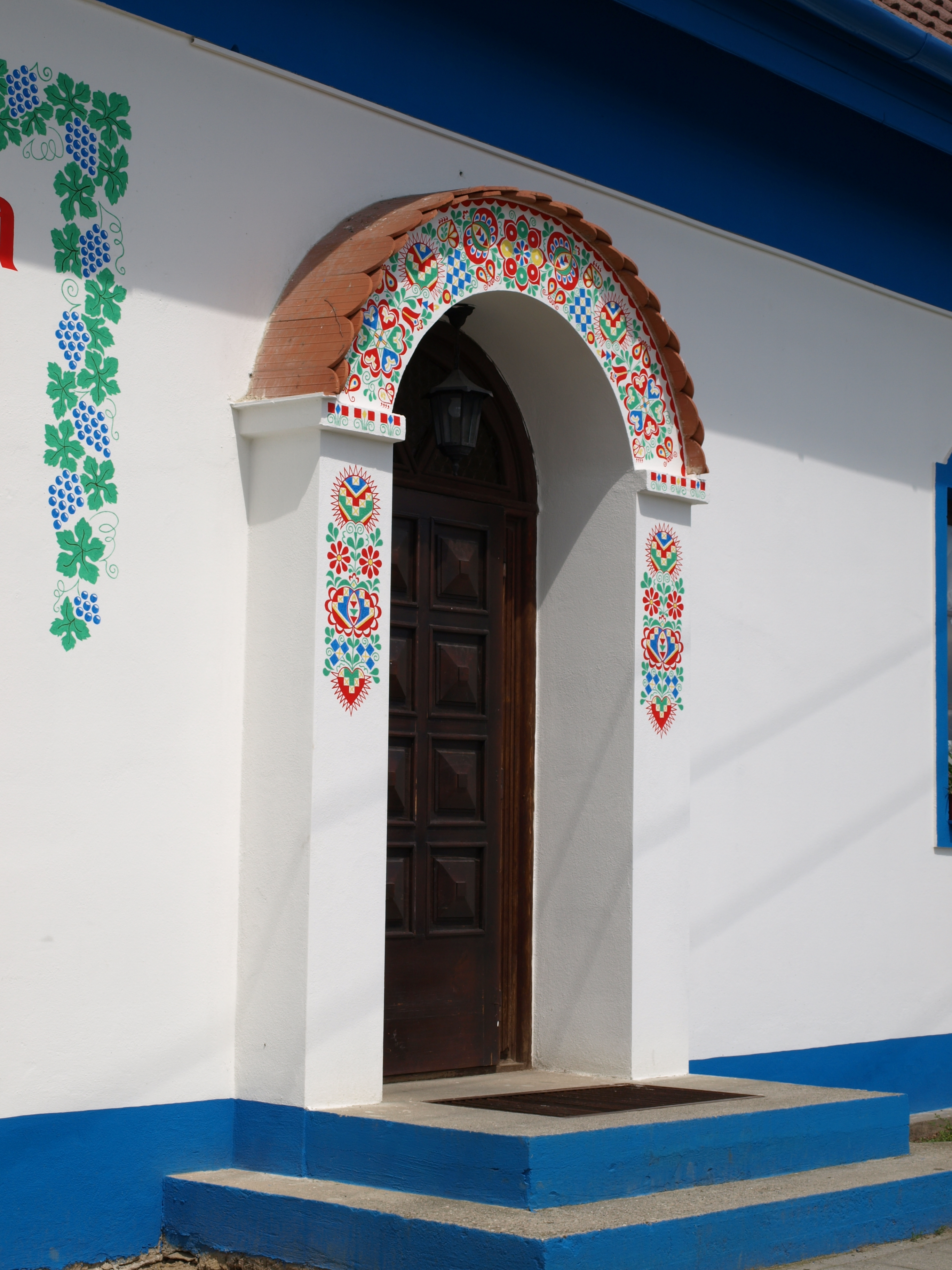
Žudro u vchodu do restaurace ve Svatobořicích

Žudro, taktéž žebračka, je klenutý přístavek používaný u vchodů do domů v lidovém stavitelství Moravského Slovácka a části Slovenska. Jeho boční strany tvoří oblé nebo hranolovité pilíře nesoucí nad sebou obloukovité překlenutí, které bývá shora pokryté střešními taškami nebo jinou ochranou proti povětrnostním podmínkám. Jeho účelem je ochrana vstupu do domu před nepříznivým počasím. Obvykle bývá zdobeno barevnými malovanými ornamenty s rostlinnými a lidovými motivy.
V jižních Čechách bývá nazýváno „šíje“ nebo „šija“.